# Theobroma grandiflorum
Theobroma grandiflorum là một loài thực vật có hoa trong họ Cẩm quỳ. Loài này được (Willd. ex Spreng.) K.Schum. miêu tả khoa học đầu tiên năm 1886. còn được biết đến với tên gọi bản địa là Cupuaçu.